# Геррон (Монтана)
Геррон (англ. Herron) — переписна місцевість (CDP) в США, в окрузі Гілл штату Монтана. Населення — 88 осіб (2020).

## Географія
Геррон розташований за координатами 48°32′3″ пн. ш. 109°46′18″ зх. д. / 48.53417° пн. ш. 109.77167° зх. д. (48.534155, -109.771712).  За даними Бюро перепису населення США в 2010 році переписна місцевість мала площу 12,15 км², уся площа — суходіл.

## Демографія
Згідно з переписом 2010 року, у переписній місцевості мешкало 116 осіб у 42 домогосподарствах у складі 34 родин. Густота населення становила 10 осіб/км².  Було 47 помешкань (4/км²).
Расовий склад населення:
| - 89,7 % — білих - 0,9 % — корінних американців - 5,2 % — осіб інших рас |

До двох чи більше рас належало 4,3 %. Частка іспаномовних становила 5,2 % від усіх жителів.
За віковим діапазоном населення розподілялося таким чином: 28,4 % — особи молодші 18 років, 57,8 % — особи у віці 18—64 років, 13,8 % — особи у віці 65 років та старші. Медіана віку мешканця становила 44,5 року. На 100 осіб жіночої статі у переписній місцевості припадало 87,1 чоловіків;  на 100 жінок у віці від 18 років та старших — 93,0 чоловіків також старших 18 років.
Цивільне працевлаштоване населення становило 27 осіб. Основні галузі зайнятості: освіта, охорона здоров'я та соціальна допомога — 40,7 %, будівництво — 18,5 %, інформація — 14,8 %, фінанси, страхування та нерухомість — 14,8 %.